# 古德温 (南达科他州)
古德温（英語：Goodwin），是美国南达科他州下属的一座城市。根据2010年美国人口普查，该市有人口144人。论人口在本州排行第199。